# Dukkefører
En dukkefører er en person, som manipulerer/fører en fysisk genstand, såsom en dukke. Dukkeføreren kan være synlig for eller skjult for publikum. En dukkefører kan føre en dukke indirekte ved hjælp af strenge, stænger, wirer, elektronisk, eller ved hjælp af sine hænder placeret inden i dukken eller hænderne holder dukken direkte. Nogle typer dukkeføring kræver, at dukkeførerne arbejder sammen som et hold om en enkelt dukkekarakter.
Dukkeføreren skal kunne manipulere den fysiske genstand på en sådan måde, at publikum opfatter den som levende.
Forholdet mellem dukkefører og dukkemager sammenlignes ofte med forholdet mellem skuespiller og manuskriptforfatter. Dette kan også være korrekt, men ofte er det i dukketeater dukkeføreren, der også er teaterdirektør, manuskriptforfatter og designer på samme tid. Dette gør dukketeater til en mere komplet teaterform end andre teaterformer.
Dukketeater er et levende medie hvor dukkerne bevæges rent fysisk. Det adskiller sig fra animation, hvor animatorer får dukker til at bevæge sig ved hjælp af stop motion filmteknik, hvor dukken flyttes gradvist mellem hvert stilbillede.